# Liste der Bodendenkmäler in Dollnstein
Auf dieser Seite sind die Bodendenkmäler in dem oberbayerischen Markt Dollnstein zusammengestellt. Diese Tabelle ist eine Teilliste der Liste der Bodendenkmäler in Bayern. Grundlage ist die Bayerische Denkmalliste, die auf Basis des Bayerischen Denkmalschutzgesetzes vom 1. Oktober 1973 erstmals erstellt wurde und seither durch das Bayerische Landesamt für Denkmalpflege geführt wird. Die folgenden Angaben ersetzen nicht die rechtsverbindliche Auskunft der Denkmalschutzbehörde.

## Bodendenkmäler in Dollnstein
| Lage                  | Objekt | Akten-Nr.     | Bild            |
| --------------------- | --- | ------------- | --------------- |
| Adelschlag (Standort) | Straße der römischen Kaiserzeit.                                                                                     | D-1-7132-0033 |                 |
| Dollnstein (Standort) | Siedlung der Bronzezeit, Siedlung des frühen Mittelalters, Burg des hohen und späten Mittelalters (Burg Dollnstein). | D-1-7132-0046 |                 |
| Dollnstein (Standort) | Mittelalterliche und frühneuzeitliche Befunde im Bereich der Kath. Pfarrkirche St. Peter und Paul.                   | D-1-7132-0055 | weitere Bilder  |
| Dollnstein (Standort) | Höhlenstation des Jungpaläolithikums und des Mesolithikums.                                                          | D-1-7132-0057 |                 |
| Dollnstein (Standort) | Siedlung des frühen Mittelalters.                                                                                    | D-1-7132-0058 |                 |
| Dollnstein (Standort) | Mittelalterliche und frühneuzeitliche Marktsiedlung von Dollnstein.                                                  | D-1-7132-0059 | (D-1-7132-0059) |
| Dollnstein (Standort) | Abschnittsbefestigung vorgeschichtlicher Zeitstellung.                                                               | D-1-7132-0062 |                 |
| Dollnstein (Standort) | Höhlenstation des Mittelpaläolithikums.                                                                              | D-1-7132-0063 |                 |
| Dollnstein (Standort) | Körpergräber des frühen Mittelalters.                                                                                | D-1-7132-0064 |                 |
| Dollnstein (Standort) | Freilandstation des Mesolithikums.                                                                                   | D-1-7132-0066 |                 |
| Dollnstein (Standort) | Höhlenstation des Spätpaläolithikums und Mesolithikums.                                                              | D-1-7132-0068 |                 |
| Dollnstein (Standort) | Grabhügel der Hallstattzeit.                                                                                         | D-1-7132-0070 |                 |
| Dollnstein (Standort) | Höhlenstation des Spätpaläolithikums und Frühmesolithikums.                                                          | D-1-7132-0071 |                 |
| Dollnstein (Standort) | Grabhügel vorgeschichtlicher Zeitstellung.                                                                           | D-1-7132-0072 |                 |
| Dollnstein (Standort) | Mittelalterliche und frühneuzeitliche Befunde im Bereich der Kath. Filialkirche St. Ulrich.                          | D-1-7132-0073 |                 |
| Dollnstein (Standort) | Mittelalterliche und frühneuzeitliche Befunde im Bereich der Kath. Pfarrkirche St. Johannes.                         | D-1-7132-0074 |                 |
| Dollnstein (Standort) | Mittelalterliche Wasserburg, mittelalterliche und frühneuzeitliche Befunde im Bereich der Kath. Kapelle St. Lambert. | D-1-7132-0076 |                 |
| Dollnstein (Standort) | Straße der römischen Kaiserzeit.                                                                                     | D-1-7132-0077 |                 |
| Dollnstein (Standort) | Straße der römischen Kaiserzeit.                                                                                     | D-1-7132-0078 |                 |
| Dollnstein (Standort) | Straße der römischen Kaiserzeit.                                                                                     | D-1-7132-0127 |                 |
| Dollnstein (Standort) | Mittelalterliche und frühneuzeitliche Befunde im Bereich der Kath. Filialkirche St. Sola.                            | D-1-7132-0128 |                 |
| Dollnstein (Standort) | Grabhügel vorgeschichtlicher Zeitstellung.                                                                           | D-1-7132-0130 |                 |
| Dollnstein (Standort) | Grabhügel vorgeschichtlicher Zeitstellung.                                                                           | D-1-7132-0131 |                 |
| Dollnstein (Standort) | Siedlung der Hallstattzeit.                                                                                          | D-1-7132-0134 |                 |
| Dollnstein (Standort) | Siedlung der Hallstattzeit.                                                                                          | D-1-7132-0136 |                 |
| Dollnstein (Standort) | Siedlung vorgeschichtlicher Zeitstellung.                                                                            | D-1-7132-0137 |                 |
| Dollnstein (Standort) | Opferplatz der Urnenfelderzeit.                                                                                      | D-1-7132-0138 | (D-1-7132-0138) |
| Dollnstein (Standort) | Station des Spätpaläolithikums und Mesolithikums, Siedlung der Bronze-, Urnenfelder- und Hallstattzeit.              | D-1-7132-0139 |                 |
| Dollnstein (Standort) | Grabhügel vorgeschichtlicher Zeitstellung.                                                                           | D-1-7132-0140 |                 |
| Dollnstein (Standort) | Spätmittelalterliche und frühneuzeitliche Marktbefestigung von Dollnstein.                                           | D-1-7132-0141 | weitere Bilder  |